# دستگاه صفراوی
به اندام‌ها و مجاری که صفرا را تولید و ذخیره می‌نمایند و آن را به داخل روده کوچک رهاسازی می‌کنند دستگاه صفراوی (Biliary System) یا مسیر صفراوی (انگلیسی: Biliary tract) می‌گویند. صفرا مایعی است که در کبد تولید می‌شود و به گوارش چربی کمک می‌کند.
دستگاه صفراوی شامل کیسه صفرا و مجاری صفراوی داخل و خارج کبد می‌باشد. 